# 황인철 (1940년)
황인철(黃仁喆, 1940년 1월 24일 ~ 1993년 1월 20일)은 대한민국 법조인이다. 본관은 장수이다.
판사를 역임하다가 1970년부터 변호사로 활동하였다. 1988년 민주사회를 위한 변호사 모임을 창립, 1989년 경제정의실천시민연합(경실련)을 창설하여 공동대표로 역임 했으며, 1993년 1월 20일 지병인 직장암으로 사망했다.

## 생애
1940년 1월 24일 충청남도 대덕군(현재의 대전광역시 유성구 세동 702번지)에서 태어났다. 1957년 대전고등학교를 졸업하였고 1962년 서울대학교 법과대학을 학사 학위하였다. 1961년 제 13회 사법고시에 합격했다. 이후 서울형사지방법원과 서울민사지방법원(현 서울중앙지방법원) 판사를 역임하다가 1970년부터 변호사 업무를 시작했다.
그가 변론을 맡은 주요 사건은 대부분 70, 80년대의 시국사건으로, 그는 죽을 때까지 인권변호사로서 독재 정권은 물론 세상의 불의와의 외로운 싸움을 계속하여, 이돈명, 조준희, 홍성우 변호사와 함께 1970~80년대 네 명의 대표적인 인권 변호사로 꼽힌다. 그는 대한변호사협회 인권위원, 천주교 정의평화위원회 위원, 천주교 정의구현전국연합 대표, 경제정의실천시민연합 공동 대표 등 정의의 실현과 인권회복을 위한 모든 일에 앞장섰으며, 계간 《문학과지성》의 창간, '문학과지성사'창사에 참여했다. 또한 그는 독실한 천주교 신자로(세례명: 세바스티아노) '계명복지회'를 설립, 자폐 아동들의 교육과 복지에 힘썼고 1988년 민주사회를 위한 변호사모임(민변)을 창립했다. 그러던 그는 1990년부터 지병을 얻어 1993년 1월 20일 서울 강남성모병원에서 선종, 천주교 수원교구 안성공원 묘원에 안장되었다.
그가 변론을 맡은 주요 사건은 민청학련 사건, 지학순 주교 사건, 김지하 반공법 위반 사건, 3·1 구국 선언 사건. 동아·조선투위 사건, 청계피복노조 사건, 한승헌 필화사건, 동일방직노동 사건, YH사건, 부산 미문화원 방화사건, 원풍모방 사건, 강원대학교 성조기 방화 사건, 오송회 간첩 사건, 대우어패럴 사건, 서울 미문화원 사건, 건국대 사건, 부천서 성고문 사건, 박종철 사건, 임수경·문규현 방북 사건, 윤석양 사건 등이다.

## 종교
종교는 천주교이며, 세례명은 세바스띠아노이다.

## 같이 보기
- 천주교정의구현전국연합